# Американський фоксгаунд

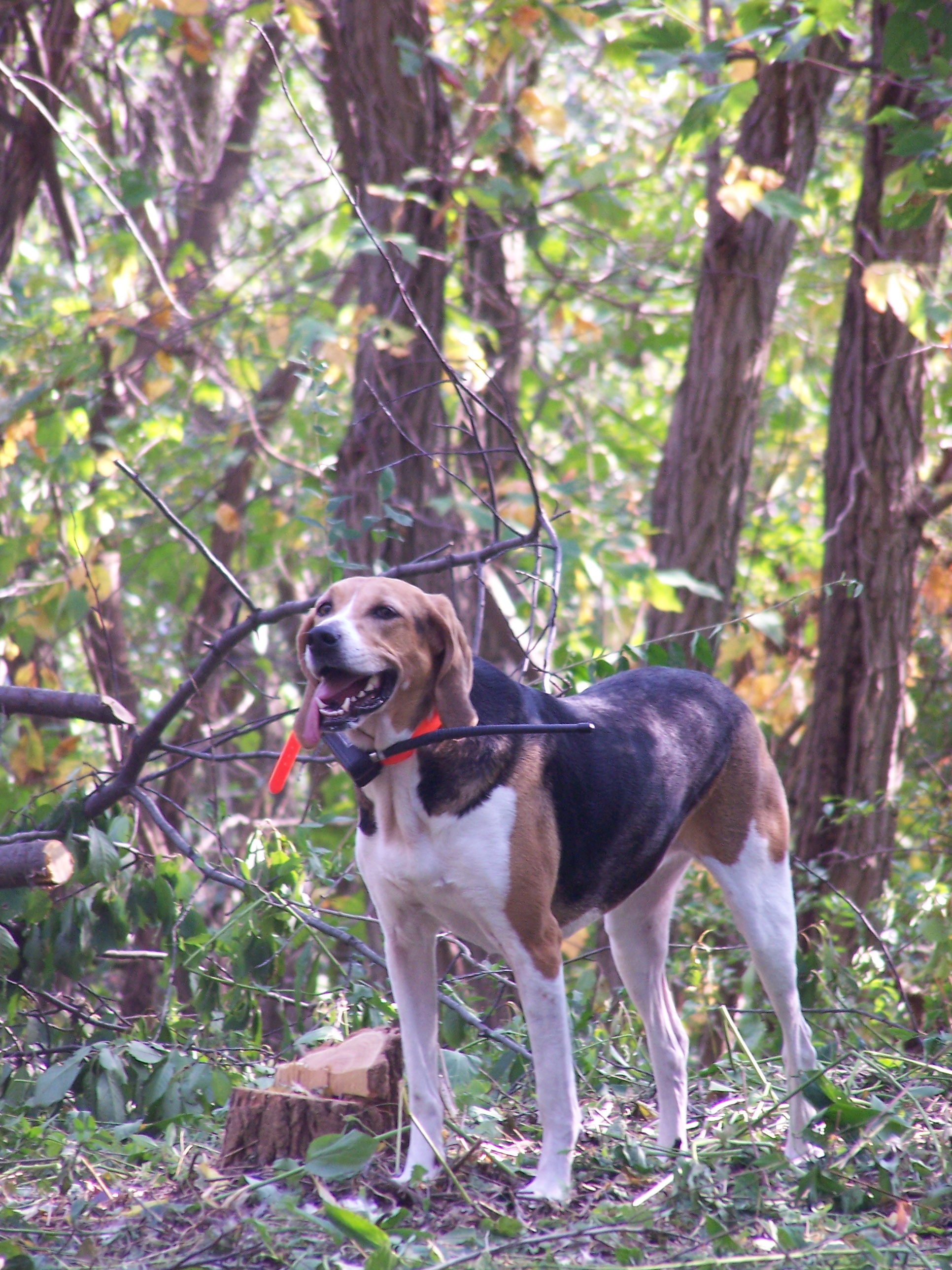
Фоксгаунд

Американський фоксгаунд (american foxhound) — мисливська гонча порода собак, виведена в Америці.

## Опис
Американський фоксгаунд — собака вище середнього зросту (висота в загривку у псів 56-64 см, у сук — 53-61 см). Трохи схожа на біглів, але ця порода трохи вища та більша ніж бігль. Шерсть у фоксгаунда пряма, середньої довжини, щільна і жорстка. Забарвлення різноманітне, типове для гончих, але найпопулярніше — триколірне. Американський фоксгаунд — струнка гонча, з досить довгою головою, широким і об'ємистим черепом, великими очима, висячими, низько посадженими, довгими, м'якими вухами. Хвіст (гін) посаджений високо, з легким вигином і трохи подовженою шерстю, тримається енергійно вгору.

## Історія
Американський фоксгаунд — це мисливський собака Америки, що походить від англійських фоксгаундів, привезених до Америки в 1650 р. Робертом Бруком. Вони підтримувалися в сім'ї Брук в продовження трьох століть. У 1770 р. Джордж Вашингтон (майбутній перший американський президент) виписав гончих з Великої Британії, в 1785 р. він отримав у подарунок від маркіза Лафайета кількох французьких гончаків. Всі ці гончаки схрещувалися з англійськими фоксгаунда Бруком, до них була підлита ще кров гончих типу керрі-бігля з Ірландії, У результаті вийшла своєрідна гонча — американський фоксгаунд — більш легка і стрімка, ніж англійська фоксгаунд.

## Використання
Американський фоксгаунд злагоджено працює у зграї, але може бути використаний і при поодинокій роботі. Добре працює по гарячому сліду, володіє великою швидкістю і витривалістю при переслідуванні лисиці. Ця гонча красиво виглядає на виставці, але зовсім не підходить для ролі домашнього улюбленця, утримувати її повинні тільки справжні мисливці.

## Характер
Американський фоксгаунд характеризується зрівноваженою поведінкою. Пес незалежний та свободолюбний настільки, що доросла собака часто може ігнорувати команди господаря та поступати по-своєму.